# Frank Lukis
Francis William Fellowes (Frank) Lukis, (27 de Julho de 1896 – 18 de Fevereiro de 1966) foi um militar australiano que serviu na Real Força Aérea Australiana (RAAF). Veterano da Primeira Guerra Mundial, lutou como soldado em Gallipoli. Em 1917, é transferido para o Australian Flying Corps e voou pelo Esquadrão N.º 1 no Médio Oriente. Em 1921 passa a fazer parte da recém-criada RAAF, tornando-se no primeiro comandante do Esquadrão N.º 3 na Base aérea de Richmond, Nova Gales do Sul, em 1925.
No início dos anos 30 passa a comandar o Esquadrão N.º 1. Oficial da Ordem do Império Britânico (e mais tarde Comandante), passa a comandar a Base aérea de Laverton durante os primeiros anos da Segunda Guerra Mundial. Ao longo da guerra, desempenhou uma série de outros cargos de comando e chefia na RAAF. Retirou-se da força aérea em 1946, passando a trabalhar na aviação civil.